# Una luce dal passato
Una luce dal passato (Swades, Hindi: स्वदेश, lett. "Paese di origine") è un film indiano del 2004 scritto, prodotto e diretto da Ashutosh Gowariker. È interpretato da Shah Rukh Khan e da Gayatri Joshi, modella per la prima volta sullo schermo.
Il film narra la storia di Mohan Bhargav, un progettista di origine indiana della NASA che, dopo 12 anni negli Stati Uniti, decide di tornare nel paese in cui è nato. Qui si renderà conto che molte persone vivono in estrema povertà e deciderà di fare qualcosa per migliorare la loro situazione.

## Trama
Mohan Bhargava è un NRI ("Non-resident Indian") che lavora come manager alla NASA. È stato un brillante studente presso l'Università della Pennsylvania, però dopo la morte dei suoi genitori e dopo aver vissuto dodici anni negli Stati Uniti, decide di tornare al suo villaggio in India per trovare la sua tata Kaveri Amma, con la quale ha perso i contatti. Dopo aver visitato la casa di riposo dove risiedeva, scopre che è stata portata nel villaggio di Charanpur. Lungo la strada Mohan incontra il postino del villaggio, desideroso di sapere di più sulle e-mail virtuali e su Internet, un ex-indipendentista che insegna storia alla scuola locale, e un cuoco che vorrebbe aprire un gran ristorante su un'autostrada degli Stati Uniti e vede in Mohan l'opportunità di ottenere un visto.
Ben presto Mohan si adatta alla vita nel villaggio e si innamora anche della sua amica d'infanzia Gita, che ospita Kaveri Amma nella sua abitazione con suo fratello Chiku. A poco a poco Mohan si scontra con alcune problematiche, come la povertà, la discriminazione di casta, il matrimonio infantile, l'analfabetismo, il lavoro minorile, un disprezzo generale per l'istruzione e la resistenza al cambiamento. Il giovane cerca a suo modo di portare qualche modifica, migliorando le condizioni della scuola locale. In questo modo si guadagna il rispetto di Gita, che diventa direttrice dell'istituto.
Un giorno Kaveri Amma, che si è riconciliata con Mohan, lo manda ad un villaggio chiamato Kodi per riscuotere le quote da un contadino di nome Haridas che ha affittato la terra di Gita. Lungo la strada Mohan si rende conto che i problemi che aveva visto al villaggio rispecchiano quelli di tutto il Paese. Haridas l'agricoltore che deve sottoporre la sua casa all'affitto, non ha soldi per sfamare la sua famiglia e soprattutto è povero perché gli abitanti del villaggio non hanno intenzione di finanziare i suoi tentativi di cambiare occupazione. Mohan perciò torna a mani vuote, ma pieno di una nuova sensibilità e con la speranza di modificare la dura realtà dell'India rurale.
Raccoglie il sostegno di poche centinaia di uomini e li guida attraverso la costruzione di un serbatoio sotto una sorgente perenne su una collina vicina al villaggio per fornire acqua migliore agli abitanti. Con l'acquisto di turbine e altre apparecchiature con i propri soldi, viene creata una piccola centrale idroelettrica. Grazie a questo successo Mohan è sul punto di dimenticare la sua vita passata a lavorare per la NASA, così decide di trasferirsi per un breve periodo negli Stati Uniti con la sua vecchia tutrice. Kaveri Amma, però, si rifiuta di venire, citando la difficoltà ad adattarsi ad una nuova cultura in una fase così avanzata della sua vita. Anche Gita, sebbene sia innamoratissima di Mohan, si rifiuta di andare con lui, volendo rimanere nel paese e continuare la direzione della scuola che i suoi genitori avevano fondato. Così Mohan ritorna da solo alla civiltà, ma sente crescere dentro di sé un senso di responsabilità verso il suo Paese e il senso di colpa per non essere in grado di fare molto per il benessere del suo popolo. Finisce dunque il suo progetto alla NASA, prima di dimettersi per sempre e tornare in India a vivere la sua semplice esistenza con Gita e la scuola.

## Produzione

### Sceneggiatura
Secondo la maggior parte dei critici cinematografici esperti del cinema indiano del Sud Swades è un remake di Chigurida Kanasu (2003), un film basato sul romanzo omonimo di K. Shivaram Karanth. La accusa è stata smentita da M.G. Sathya, lo scrittore del soggetto assieme al regista Ashutosh Gowariker, che ha spiegato di aver scritto la storia negli anni '80. Gowariker concepì il film prima di scrivere e dirigere Lagaan - C'era una volta in India (2001), ma decise di realizzarlo dopo. Il soggetto è ispirato alla storia vera di Aravinda Pillalamarri e Ravi Kuchimanchi, una coppia di emigrati indiani che, tornati nel loro Paese di origine, hanno sviluppato un generatore di corrente a pedali per illuminare le scuole di alcuni villaggi della valle del Narmada. Il regista venne a conoscenza del loro operato leggendo il libro Bapu Kuti: Journeys in Rediscovery of Gandhi di Rajni Bakshi, li volle conoscere e, dopo aver passato un tempo considerevole con la coppia, visitò il villaggio di Bilgaon, reso elettricamente autosufficiente dal lavoro giornaliero ("shramdaan") di 2000 persone. Inizialmente Gowariker era intenzionato a produrre il film da solo, ma in seguito capì che la responsabilità sarebbe stata troppo grande e preferì avere al suo fianco la moglie Sunita nel ruolo di produttrice esecutiva. Sunita Gowariker accettò nel dicembre del 2002 e successivamente si aggiunse alla squadra anche B.S. Rao che aveva già lavorato come line producer in Lagaan. Nei titoli di testa vengono ringraziati "Aravinda & Ravi" e Rajni Bakshi per il suo libro.
Il pronipote del Mahatma Gandhi, Tushar Gandhi, ha affermato in un'intervista che il film incarna i valori del Gandhismo. Il nome del protagonista, Mohan, è uguale al nome di battesimo della guida spirituale indiana (Mohandas o "Mohan"). Inoltre nei titoli di testa (oltre al riferimento al libro Bapu Kuti: Journeys in Rediscovery of Gandhi) è presente una citazione del Mahatma:
Secondo una relazione presentata alla DANAM-AAR Conference il 6 novembre 2009 la trama del film reinterpreta il famoso poema del Rāmāyaṇa.

### Cast
Il ruolo del protagonista Mohan fu offerto in origine a Hrithik Roshan che però lo rifiutò una volta letta la sceneggiatura: «Non riuscivo a vederlo dal punto di vista del regista e quindi non credevo che sarei stato in grado di recitare la parte». Il ruolo fu quindi offerto a Shah Rukh Khan, già incontrato dal regista nel 1989, quando entrambi recitarono nella serie televisiva Circus.
Per interpretare Gita Ashutosh Gowariker volle un volto nuovo nel quale il pubblico non potesse identificare personaggi interpretati in precedenza, ma allo stesso tempo aveva bisogno di un'attrice che non venisse oscurata dall'ombra di un attore famoso come Shah Rukh Khan. I provini si svolsero nell'ufficio del regista da febbraio a maggio 2003, ma non si riuscì a trovare l'attrice giusta nonostante tutte le persone della produzione fossero alla sua ricerca. All'inizio del gennaio 2004, ad una festa del Bombay Times, Gowariker individuò il viso giusto per Gita nella modella Gayatri Joshi, ma non sapeva se sarebbe stata in grado di recitare. Con un provino si rivelò essere una potenziale candidata e nel mese seguente fece una serie di audizioni in cui interpretò alcune scene del film, fino a quella finale con Shah Rukh Khan finita la quale firmò per la parte.

### Riprese
Gowariker e lo scenografo Nitin Desai cominciarono la ricerca dei luoghi in cui svolgere le riprese con il casting in pieno svolgimento. Per il villaggio di Charanpur, la location principale del film, Desai scelse tre piccoli villaggi vicini a Wai nel Maharashtra: «L'India è uno stato vasto con gente di diverse culture e tradizioni. I colori, l'architettura, l'artigianato dell'India centrale sono molto vari e si differenziano notevolmente da quelli dell'India occidentale. Charanpur, villaggio dell'India centrale, è stato creato nel Maharashtra tenendo questo a mente».
La sceneggiatura del film richiedeva alcune riprese in America, in un centro di ricerca spaziale in cui avrebbe lavorato il protagonista. Gowariker scelse la NASA alla quale inviò la prima stesura della sceneggiatura per ottenere le autorizzazioni necessarie. Questa venne letta da Bobbie Faye Ferguson che la apprezzò e che acconsentì a far girare le scene. Nell'agosto del 2003 la squadra partì per l'America per 15 giorni di perlustrazione delle location. Furono scelti il Goddard Space Flight Center e il John F. Kennedy Space Center, mentre alcuni luoghi in Washington furono selezionati per rappresentare l'attico di Mohan.
Le riprese nel Maharashtra cominciarono il 2 gennaio 2004 a Warkhadwadi con il primo ciak ("mahurat") fatto da Aamir Khan, l'attore protagonista di Lagaan. Terminato di girare in India, il 26 aprile la troupe atterrò negli Stati Uniti: le scene al Goddard furono filmate fino al 29 aprile, giorno in cui girarono brevemente nel centro di Washington prima di spostarsi al Kennedy Space Center. Swades è stato il primo film indiano girato all'interno di un centro di ricerca della NASA. Complessivamente le riprese sono durate 110 giorni quasi ininterrotti, con solo alcune pause per effettuare gli spostamenti.

## Colonna sonora
La colonna sonora è stata composta da A.R. Rahman e i testi sono stati tutti scritti da Javed Akhtar (entrambi avevano già lavorato con il regista Gowariker in Lagaan). Rahman ha vinto un Filmfare Award, mentre Akhtar si è aggiudicato un Popular Award e un Zee Cine Awards.
L'album è stato registrato negli studi personali di Rahman, la Panchathan Record Inn & AM Studios, ed è stato poi distribuito sotto l'etichetta T-Series della Super Cassettes Industries Limited contenente le seguenti tracce:
1. Yeh Tara Woh Tara - Udit Narayan, Master Vignesh, Baby Pooja - 7:13
2. Saanwariya Saanwariya - Alka Yagnik - 5:17
3. Yun Hi Chala Chal - Udit Narayan, Kailash Kher, Hariharan - 7:28
4. Aahista Aahista - Udit Narayan, Sadhana Sargam - 6:49
5. Yeh Jo Des Hai Tera - A. R. Rahman - 6:28
6. Pal Pal Hai Bhaari - Madhushree, Vijay Prakash, Ashutosh Gowariker - 6:50
7. Dekho Na - Alka Yagnik, Udit Narayan - 5:46
8. Pal Pal Hai Bhaari (flauto) - Navin - 3:38
9. Yeh Jo Des Hai Tera (shanai) - Madhukar Dhumal - 4:00

Per la versione in lingua tamil del film le musiche sono state composte nuovamente da A.R. Rahman mentre i testi sono stati scritti da Vaali (T. S. Rangarajan). L'album, intitolato Desam, è stato distribuito sotto l'etichetta AGI Music e contiene le seguenti tracce:
1. Unthan Desathin Kural - A. R. Rahman - 6:30
2. Malai Mega Vanna - Chithra, Srinivas - 6:50
3. Thenana Munana - S.P. Balasubramaniam, Master Vignesh, Baby Pooja - 7:14
4. Kettenaa - Sadhana Sargam, Aslam - 5:49
5. Kaviriya Kaviriya - Madhu Shri - 5:20
6. Thaai Sonna Thaalaattu - Kj Jesudas, Madhu Shri - 6:50
7. Unnai Kelai Nee Yaaru - Tl Maharajan, Hariharan, Aslam - 7:28
8. Unthan Desathin Kural (shanai) - A.R. Rahman - 3:59
9. Malai Mega Vanna (flauto) - A.R. Rahman - 3:42

## Distribuzione
Swades è stato proiettato in India a partire dal 17 dicembre 2004. Nelle regioni di Lingua tamil ne è stata distribuita una versione doppiata intitolata Desam (தேசம்).
In un primo momento fu annunciato che in Francia il film sarebbe stato distribuito dalla Carlotta films: il 13 giugno 2005 all'ambasciata indiana di Parigi si sarebbe dovuto svolgere un ricevimento in onore di Ashutosh Gowariker, mentre la première si sarebbe tenuta la sera del 14 all'UGC Les Halles. In realtà il distributore francese fu la Bodega Film che fece uscire il film nelle sale a partire dal 29 giugno 2005 con il titolo Swades : Nous, le peuple.
Il 3 dicembre 2006 e nei giorni successivi è stato proiettato al Festival International du Film de Marrakech.
In Italia è stato trasmesso per la prima volta il 7 agosto 2010 su Rai 1 per il ciclo "Le Stelle di Bollywood" privato di circa un'ora di scene: sono state tagliate tutte le canzoni tranne una (Dekho Na) e la maggior parte delle lunghe prediche del protagonista. Il 19 giugno 2012 è stato trasmesso nuovamente su Rai Movie.

## Accoglienza
Swades è stato un flop al botteghino indiano con un guadagno netto di 152,5 milioni di rupie. Tuttavia nei mercati esteri ha avuto molto successo, guadagnando 122,6 milioni di dollari (corrispondenti a 146,9 milioni di rupie indiane) di cui 1.220.000 solo in Nord America.
Manish Gajjar della BBC ha recensito positivamente Swades definendolo come "il miglior film del 2004": "Shah Rukh Khan in Swades offre una toccante e sincera performance. Si immedesima nel suo personaggio a tal punto che sentiamo il dolore di Mohan e il suo dilemma quando affronta la gente del villaggio. Ed evocare tali emozioni nel pubblico è un grande risultato. Pieno credito va anche al regista Ashutosh Gowariker."
Secondo Chidanand Rajghatta del The Times of India il film narra del dilemma che ogni indiano deve affrontare ad un certo punto nel suo viaggio nel sogno americano, quando la coscienza suggerisce di tornare nel proprio Paese.

## Promozione
Il primo teaser trailer fu pubblicato all'inizio di settembre 2004.

## Riconoscimenti
| Premio               | Categoria                                | Destinatario | Risultato  |
| -------------------- | ---------------------------------------- | --- | ---------- |
| Popular Award        | Migliori testi delle canzoni             | Javed Akhtar, Sayeed Qadri Anche per il film Murder                                                                    | Vinto      |
| Popular Award        | Miglior attore protagonista              | Shah Rukh Khan | Nomination |
| Popular Award        | Miglior attrice non protagonista         | Kishori Balal | Nomination |
| Popular Award        | Miglior regista                          | Ashutosh Gowariker | Nomination |
| Popular Award        | Miglior film                             | Ashutosh Gowariker | Nomination |
| Popular Award        | Miglior cantante in playback - Maschile  | Udit Narayan Per la canzone Yeh Tara Woh Tara                                                                          | Nomination |
| Popular Award        | Miglior storia                           | M.G. Sathya, Ashutosh Gowariker                                                                                        | Nomination |
| Filmfare Awards      | Miglior attore                           | Shah Rukh Khan | Vinto      |
| Filmfare Awards      | Miglior colonna sonora                   | A.R. Rahman | Vinto      |
| Filmfare Awards      | Miglior regista                          | Ashutosh Gowariker | Nomination |
| Filmfare Awards      | Miglior film                             | | Nomination |
| Filmfare Awards      | Miglior paroliere                        | Javed Akhtar Per la canzone Yeh Tara Woh Tara                                                                          | Nomination |
| Filmfare Awards      | Miglior regista musicale                 | A.R. Rahman | Nomination |
| Filmfare Awards      | Miglior cantante in playback - Maschile  | Alka Yagnik Per la canzone Saanwariya Saanwariya                                                                       | Nomination |
| Filmfare Awards      | Miglior cantante in playback - Femminile | Udit Narayan, Master Vignesh Per la canzone Yeh Tara Woh Tara                                                          | Nomination |
| National Film Awards | Miglior fotografia                       | Mahesh Aney | Vinto      |
| National Film Awards | Miglior cantante in playback - Maschile  | Udit Narayan Per la canzone Yeh Tara Woh Tara                                                                          | Vinto      |
| Screen Award         | Miglior debutto                          | Gayatri Joshi | Vinto      |
| Screen Award         | Premio speciale della giuria             | Ashutosh Gowariker Per il film                                                                                         | Vinto      |
| Screen Award         | Miglior regista                          | Ashutosh Gowariker | Nomination |
| Screen Award         | Miglior film                             | | Nomination |
| Screen Award         | Migliore storia                          | Ashutosh Gowariker | Nomination |
| Zee Cine Awards      | Miglior regista                          | Ashutosh Gowariker | Vinto      |
| Zee Cine Awards      | Miglior paroliere                        | Javed Akhtar Per la canzone Yeh Jo Des Hai Tera                                                                        | Vinto      |
| Zee Cine Awards      | Miglior debutto                          | Gayatri Joshi | Vinto      |
| Zee Cine Awards      | Miglior suono registrato di nuovo        | Hitendra Ghosh | Vinto      |
| Zee Cine Awards      | Migliore storia                          | Ashutosh Gowariker, M.G. Sathya                                                                                        | Vinto      |
| Zee Cine Awards      | Miglior attore                           | Shah Rukh Khan | Nomination |
| Zee Cine Awards      | Miglior attrice non protagonista         | Kishori Balal | Nomination |
| Zee Cine Awards      | Miglior regista                          | Ashutosh Gowariker | Nomination |
| Zee Cine Awards      | Miglior film                             | | Nomination |
| Zee Cine Awards      | Miglior cantante in playback - Maschile  | A.R. Rahman Per la canzone Yeh Jo Des Hai Tera                                                                         | Nomination |
| Zee Cine Awards      | Miglior canzone dell'anno                | Yun Hi Chala Chal | Nomination |
| Zee Cine Awards      | Miglior sceneggiatura                    | Amin Hajee, Ashutosh Gowariker, Ayan Mukerji, Charlotte Whitby Coles, Lalit Marathe, Sameer Sharma, Yashodeep Nigudkar | Nomination |

## Edizioni home video
Durante il terzo quarto del 2005 la UTV lanciò la sua etichetta di DVD, la UTV Home Entertainment, e Swades fu il primo film pubblicato nel mercato home video. Nel dicembre 2008 la Moser Baer Entertainment firmò un contratto con la UTV Motion Pictures grazie al quale acquisì i diritti per distribuire 25 dei loro fil tra i quali Swades.
In Germania il film è stato distribuito solo in DVD con il titolo Swades – Heimat dalla Rapid Eye Movies, un'etichetta della ALIVE AG, a partire dal 5 dicembre 2005. I contenuti speciali disponibili sono: il trailer, le locandine, i karaoke delle canzoni, scene eliminate, blooper, provini e una galleria fotografica.
Il DVD francese è stato distribuito dalla Sony Pictures Home Entertainment a partire dal 4 gennaio 2006. L'edizione, comprendente due dischi, annovera fra i contenuti speciali le scene eliminate, la canzone inedita "Aahista", le audizioni e le prove degli attori principali e uno spot pubblicitario.
In Polonia il film è stato distribuito solo in un DVD da due dischi intitolato Mój Kraj reso disponibile a partire dal 10 novembre 2008.

## Sequel
Nel giugno 2011 Ashutosh Gowariker affermò di essere interessato a girare Swades 2, ma che comunque era troppo presto per parlarne. Il regista era in trattative per ridare il ruolo di protagonista a Shah Rukh Khan, mentre Gayatri Joshi non sarebbe potuta ricomparire perché ha abbandonato definitivamente l'industria cinematografica.